# کازا بالیو

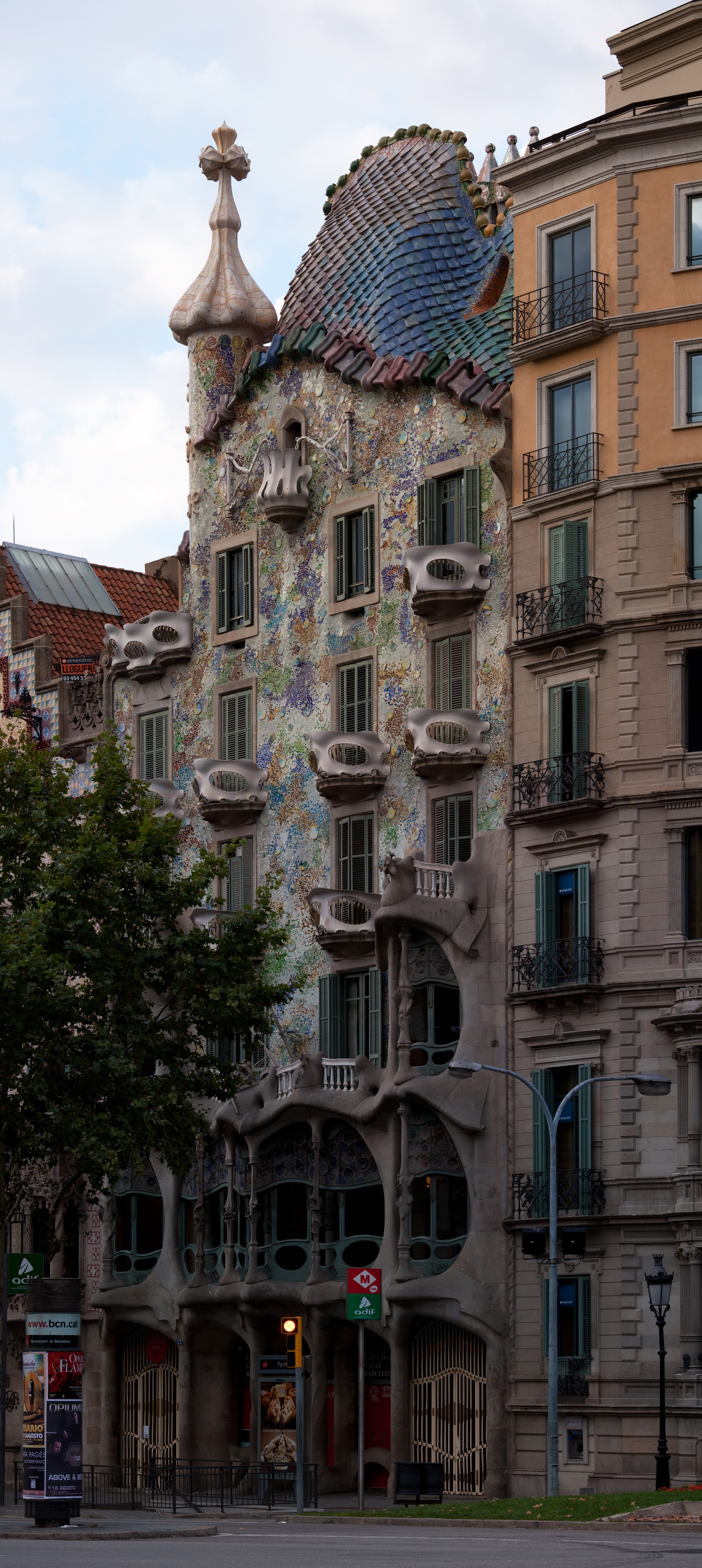
کازا باتیو

کازا باتیو (به اسپانیایی: Casa Batlló) یک بنای بازسازی‌شده در خیابان پَسیج دِ گراسیا، بارسلونا است که توسط آنتونیو گائودی و جوزف ماریا ججول است. این بنا در سال ۱۸۷۷ ساخته شد و بین سالهای ۱۹۰۴ تا ۱۹۰۶ توسط این دو شخص بازسازی گردید. این ساختمان متعلق به خانوادهٔ باتیو که از تولیدکنندگان متمول پارچه بودند، بود. اتاق زیر شیروانی و تراس ساختمان توسط گائودی طراحی و به بنا اضافه شدند. این قسمت از بیرون به شکل پشت اژدهایی دیده می‌شود که از فلس پوشید شده و ستون فقراتش از یک برجک به صلیبی پنج‌شاخه منتهی می‌شود. نام محلی ساختمان کازا دلز اُسُز به معنای ساختمان استخوان‌ها است.

## نگارخانه

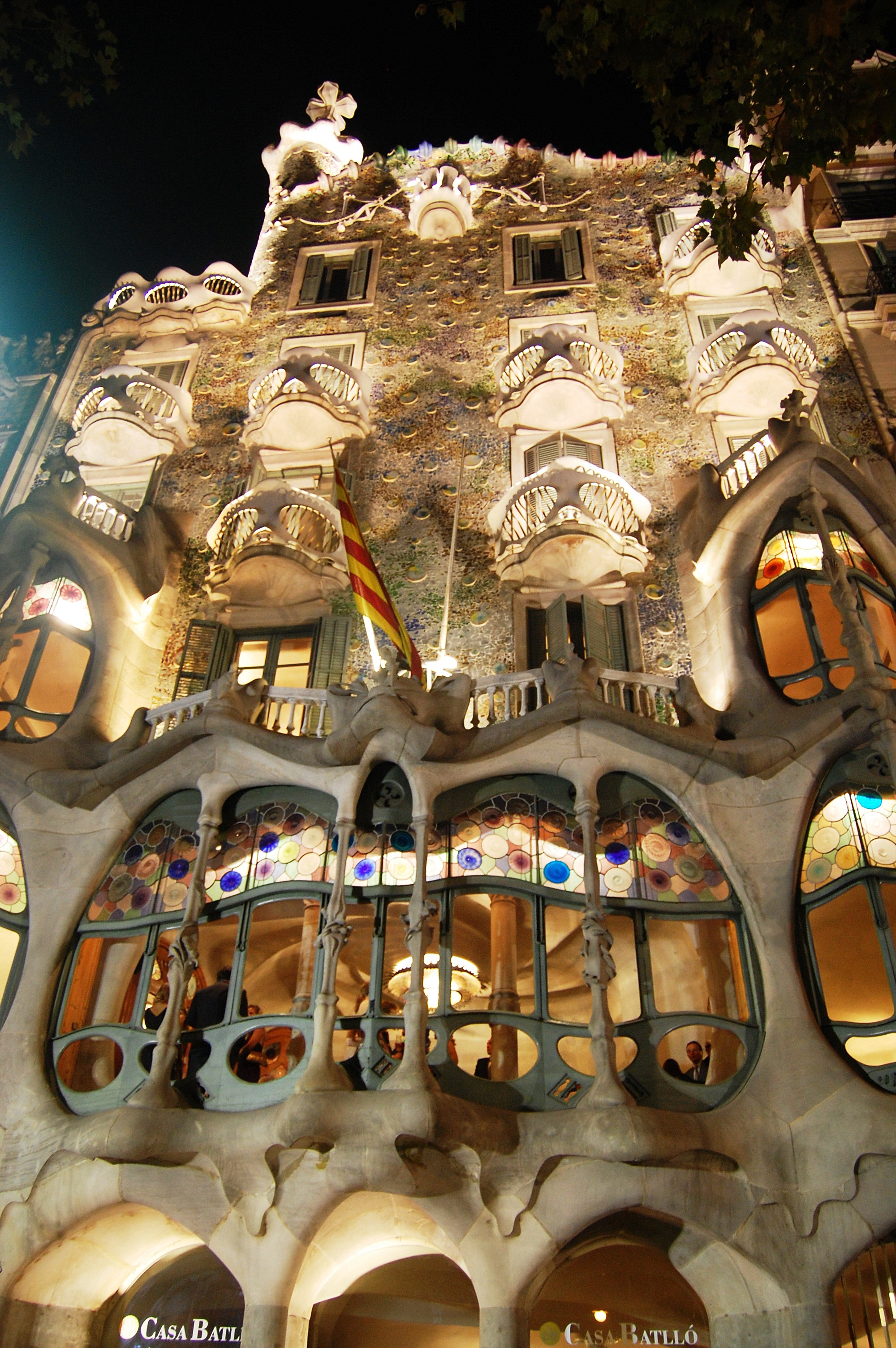
کازا باتیو در شب
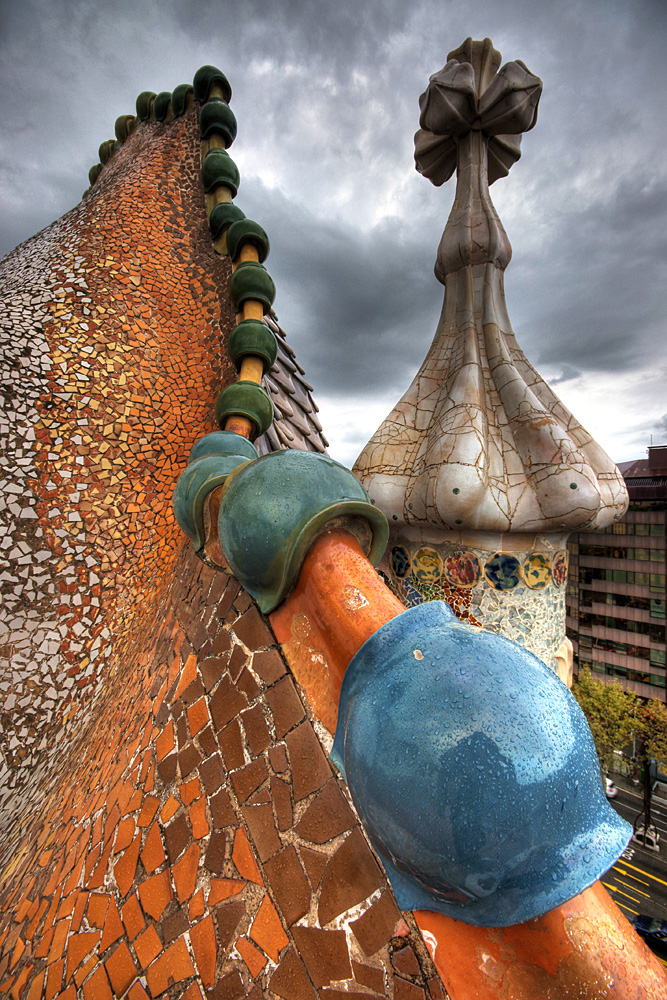
معماری سقف کازا باتیو
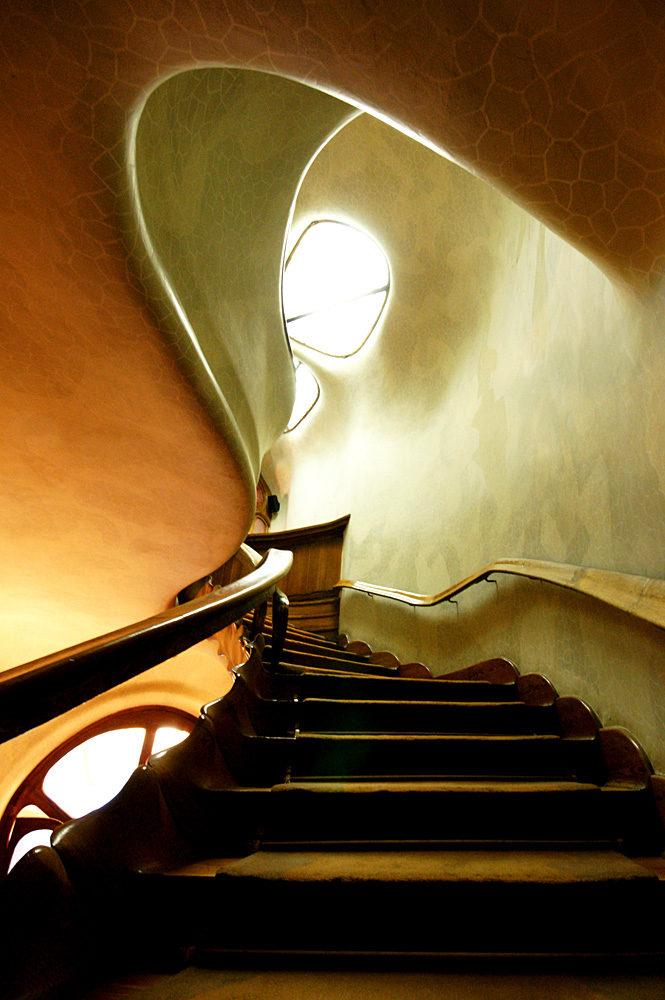
طراحی منحصربه‌فرد راه پله و سقف
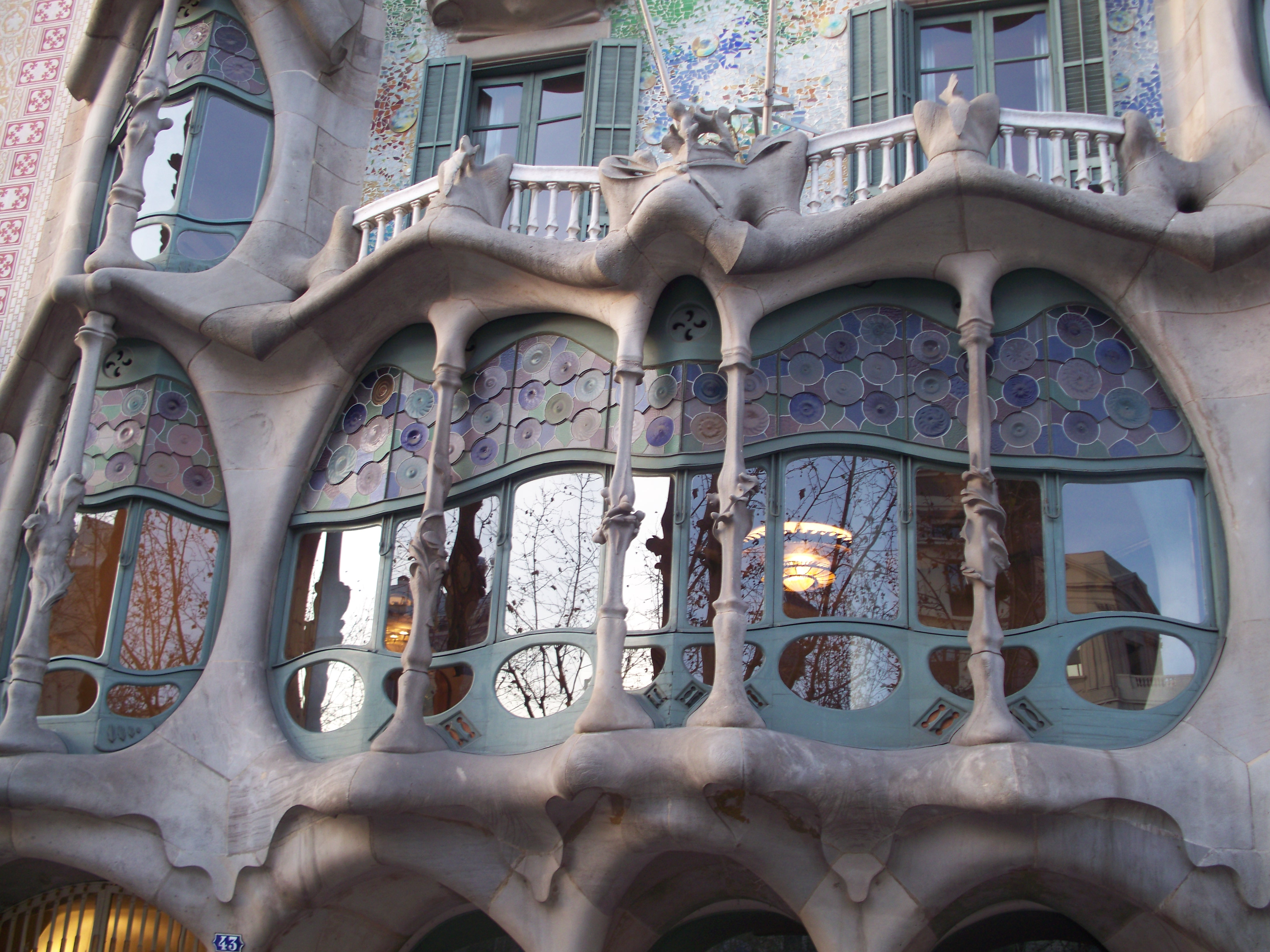
نمایی از کازا باتیو